# Рича (річка)
Рича — річка в Білорусі у Щучинському районі Гродненської області. Ліва притока річки Котра (басейн Німану).

## Опис
Довжина річки 21 км, похил річки 2 м/км, площа басейну водозбору 53 км². Формується безіменними струмками. Річище від витоку вздовж 14,5 км каналізоване.

## Розташування
Бере початок з меліоративних каналів біля села Шинківци. Тече переважно на північний захід і за 1,5 км на північно-західній стороні від села Ошуркі впадає у річку Котру, праву притоку річки Німану.